# Saïm (grup)
Saïm és un grup de música post-hardcore mallorquí format a cavall entre Felanitx i Manacor per Joan Roig i els germans Daniel i Natàlia Gómez (tots dos antics membres de Pujà Fasuà). La seva música beu del punk rock i el hardcore punk sota la influència de grups com Hüsker Dü, Nueva Vulcano, Aina i Hot Snakes.
Les seves cançons son enregistrades a Palma amb Michael Mesquida, seguidament duen les pistes a Santi Garcia i al seu germà Víctor, que fan les mescles amb totes les parts instrumentals. Els discs son publicats pel segell discogràfic Bubota Discos. La cançó més coneguda és «Autumne», que pertany a l'àlbum Fràgil, publicat el 2021. Les seves lletres són en català.

## Membres

### Membres actuals
- Joan Roig (guitarra i veu)
- Dani Gómez (bateria)
- Natàlia Gómez (baix i veu)

### Membres anteriors
- Macià Vives (baix)
- Jorra Santiago (baix)[7][8]

## Discografia
- Precipitacions (BCore Disc, Bubota Discos, Saltamarges, 2025)[9]
- Fràgil (BCore Disc, Bubota Discos, Saltamarges, 2021)[10]
- Accidents (Bubota Discos, 2017)
- Qwerty (autoeditat, 2015)